# Birger Longueville
Birger Longueville (Brugge, 23 januari 1991) is een Belgisch voetballer bij de 2de provincialer Jong Male. Hij is een centrale middenvelder. Wat Longueville typeert is zijn duelkracht en uithoudingsvermogen. Zijn laatste eremetaal behaalde hij in derde provinciale door het behalen van promotie door eindronde.

## Carrière

### Jeugd
Birger Longueville leerde voetballen bij het bescheiden VK Adegem. Hij werd er opgemerkt door AA Gent. Na een moeilijk eerste jaar veroverde hij er toch een basisplaats als linksachter. Hij won met Gent de beker en maakte dan de overstap naar Club Brugge. Bij blauw-zwart voetbalde de blonde verdediger vijf jaar. In 2007 ruilde hij België in voor Frankrijk. Longueville verhuisde naar Lille OSC, waar nog even ploegmaat werd van leeftijdsgenoot Eden Hazard. Omdat Longueville er les volgde in een Franstalige school werd het combineren van studies en voetbal moeilijk. Zowel Standard Luik als RSC Anderlecht toonde interesse, maar de verdediger koos voor paars-wit. Hij voetbalde er twee seizoenen bij de beloften en trainde regelmatig mee met de A-kern.

### Seniorencarrière
In 2011 tekende Longueville een contract bij tweedeklasser KSV Roeselare. Hij vond er gewezen ploegmaats Sven De Rechter, Sébastien Dewaest, Masis Voskanian en Cédric Guiro terug. Op 24 augustus 2011 maakte hij zijn officieel debuut voor de West-Vlamingen. Hij mocht toen in de competitiewedstrijd tegen Sporting Charleroi invallen voor Guiro. Roeselare won het duel met 3-0.
In januari 2013 werd Longueville voor de tweede seizoenshelft uitgeleend aan KMSK Deinze. De Oost-Vlaamse club nam hem op het einde van het seizoen definitief over van Roeselare. Longueville speelde daarna ook nog voor SK Berlare, KVK Westhoek en KSV Oostkamp.  

## Statistieken
| Seizoen | Club          | Land            | Competitie     | Competitie | Competitie | Beker van België | Beker van België | Totaal | Totaal |
| Seizoen | Club          | Land            | Competitie     | Wed.       | Dlp.       | Wed.             | Dlp.             | Wed.   | Dlp.   |
| ------- | ------------- | --------------- | -------------- | ---------- | ---------- | ---------------- | ---------------- | ------ | ------ |
| 2011/12 | KSV Roeselare | Vlag van België | Tweede klasse  | 9          | 0          | 0                | 0                | 9      | 0      |
| 2012/13 | KSV Roeselare | Vlag van België | Tweede klasse  | 1          | 0          | 0                | 0                | 1      | 0      |
| 2012/13 | → KMSK Deinze | Vlag van België | Derde klasse A |            |            |                  |                  |        |        |
| TOTAAL  | TOTAAL        | TOTAAL          | TOTAAL         | 10         | 0          | 0                | 0                | 10     | 0      |